# 蘋果醬

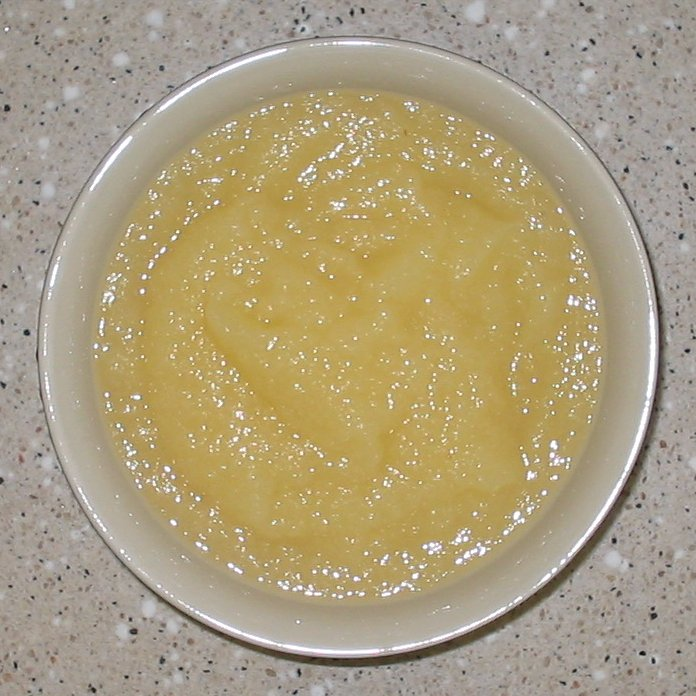
一碗苹果酱

蘋果醬（Apple sauce）是指將煮熟的蘋果打碎以後加入砂糖製作的果醬。蘋果醬是多種菜餚的原料之一。也有帶皮製作的蘋果醬以及加入桂皮等香辛料製作的蘋果醬。蘋果醬直接冷藏後可作為甜點食用，也可作為優格的配料食用。對嬰兒來說，蘋果醬則可作為斷奶後的食品。由於含有很高的果膠成分，蘋果醬可以用來緩解腹瀉。